# إليزابيث ماي (تريثلت)
إليزابيث ماي (بالفرنسية: Elizabeth May)‏ هي تريثلت لوكسمبورغية، ولدت في 27 يوليو 1983 في لوكسمبورغ.

## وصلات خارجية
- الموقع الرسمي
- إليزابيث ماي على موقع اتحاد الترياتلون الدولي (الإنجليزية)
- إليزابيث ماي على موقع اللجنة الأولمبية الدولية (الإنجليزية)
- إليزابيث ماي على موقع أوليمبيديا (الإنجليزية)